# 沈宗洪
沈宗洪（1924年—2018年），男，浙江吴兴人。中国人民解放军少将。中国军事史研究专家。中国人民解放军军事科学院军史研究部部长。

## 生平
1924年10月出生，1941年1月参加新四军，同年10月加入中国共产党。历任服务团团员、政治指导员、政治教导员、科长、主任、团政治委员，中国人民解放军军事科学院军事历史研究部研究员、室主任、副部长、部长，《军事历史》杂志编委会主任等职。参加主编《中国人民解放军战史》（第一卷）、《中国人民解放军大事记》、《中国人民志愿军抗美援朝战史》。1988年获授少将军衔。2018年9月14日在北京病逝，享年94岁。